# エミリー・デ・レイヴィン
エミリー・デ・レイヴィン（Emilie de Ravin, 1981年12月27日 - ）は、オーストラリア出身の女優。

## 略歴
メルボルン出身。フランス系とイングランド系の血を引く。9歳のときにバレエをはじめ、15歳でバレエ・スクールに入学。しかし女優になることを志し、バレエ・スクールを辞めてオーストラリア国立演劇学院とロサンゼルスのスタジオで演技を学び、1990年にデビューした。
人気ドラマ『LOST』ではクレアを演じた。2011年放送開始のテレビドラマ『ワンス・アポン・ア・タイム』にはベル役で出演している。

## 人物
2006年に俳優のジョシュ・ジャノヴィッツと結婚した。
2009年春に離婚申請したが、10月に日本へ復縁旅行し、離婚申請を取り下げた。
だが、2013年から別居を開始した二人は、2014年7月に離婚届を提出している。
2015年第1子を妊娠した。赤ちゃんの父親は恋人で監督、脚本家のエリック・ビリッチ。
2016年3月12日に第1子となる女の子ベラ・オードリー（Vera Audrey）を出産した。

## 主な出演作品

### 映画
| 公開年 | 邦題 原題                                 | 役名                   | 備考       |
| ------ | ----------------------------------------- | ---------------------- | ---------- |
| 2002   | キャリー Carrie                           | クリス                 | テレビ映画 |
| 2005   | BRICK ブリック Brick                      | エミリー               |            |
| 2005   | サタンクロース Santa's Slay               | メアリー・マッケンジー |            |
| 2006   | ヒルズ・ハブ・アイズ The Hills Have Eyes  | ブレンダ・カーター     |            |
| 2009   | パブリック・エネミーズ Public Enemies     | バーバラ               |            |
| 2010   | リメンバー・ミー Remember Me              | アリー・クレイグ       |            |
| 2010   | 極秘指令 ドッグ×ドッグ Operation: Endgame | 教皇                   |            |
| 2012   | Love and Other Troubles                   | Sara                   |            |
| 2015   | The Submarine Kid                         | Alice                  |            |

### テレビシリーズ
| 放映年    | 邦題 原題                                                            | 役名                   | 備考                                                    |
| --------- | -------------------------------------------------------------------- | ---------------------- | ------------------------------------------------------- |
| 1999-2000 | BeastMaster                                                          | The Demon Curupira     | 8エピソード                                             |
| 2000-2002 | ロズウェル - 星の恋人たち Roswell                                    | テス・ハーディング     | 28エピソード                                            |
| 2003      | NCIS 〜ネイビー犯罪捜査班 NCIS: Naval Criminal Investigative Service | ナンシー               | 第1シーズン第3話「船乗りの真実」 / 「船乗りの死の真実」 |
| 2004      | CSI:マイアミ CSI: Miami                                              | ヴィーナス・ロビンソン | 第3シーズン第5話「天使の犠牲」                          |
| 2004-2010 | LOST Lost                                                            | クレア・リトルトン     | 93エピソード                                            |
| 2012-     | ワンス・アポン・ア・タイム Once Upon a Time                          | ベル                   | 29エピソード                                            |
| 2013      | エアフォースワン・ダウン Air Force One is Down                       | ロメロ                 | 2エピソード                                             |

## 参照
1. ↑  “Biography - Emilie de Ravin”.  TV Guide. 2006年9月23日閲覧。
2. ↑  “Emilie de Ravin”. Lost Cast.  Channel 4. 2006年9月23日閲覧。
3. ↑  “BeastMaster: Cast: Emilie de Ravin”. BeastMaster official site.   Tribune Entertainment (2000年). 2004年6月13日時点のオリジナルよりアーカイブ。2006年9月23日閲覧。
4. ↑  “Emilie de Ravin marries actor Josh Janowicz”. Allpop, Canoe.com. (2006年6月29日) 2008年8月30日閲覧。 [リンク切れ]
5. ↑  “Lost's Emilie de Ravin & Husband Divorcing”.  People.com. 2009年6月6日閲覧。